# 北田千尋
北田 千尋（きただ ちひろ、Kitada Chihiro、1989年1月12日 - ）は、日本の女子車いすバスケットボール選手。ポジションはパワーフォワード。女子車いすバスケットボールチーム「カクテル」所属。車いすバスケットボール女子日本代表選手。

## 来歴

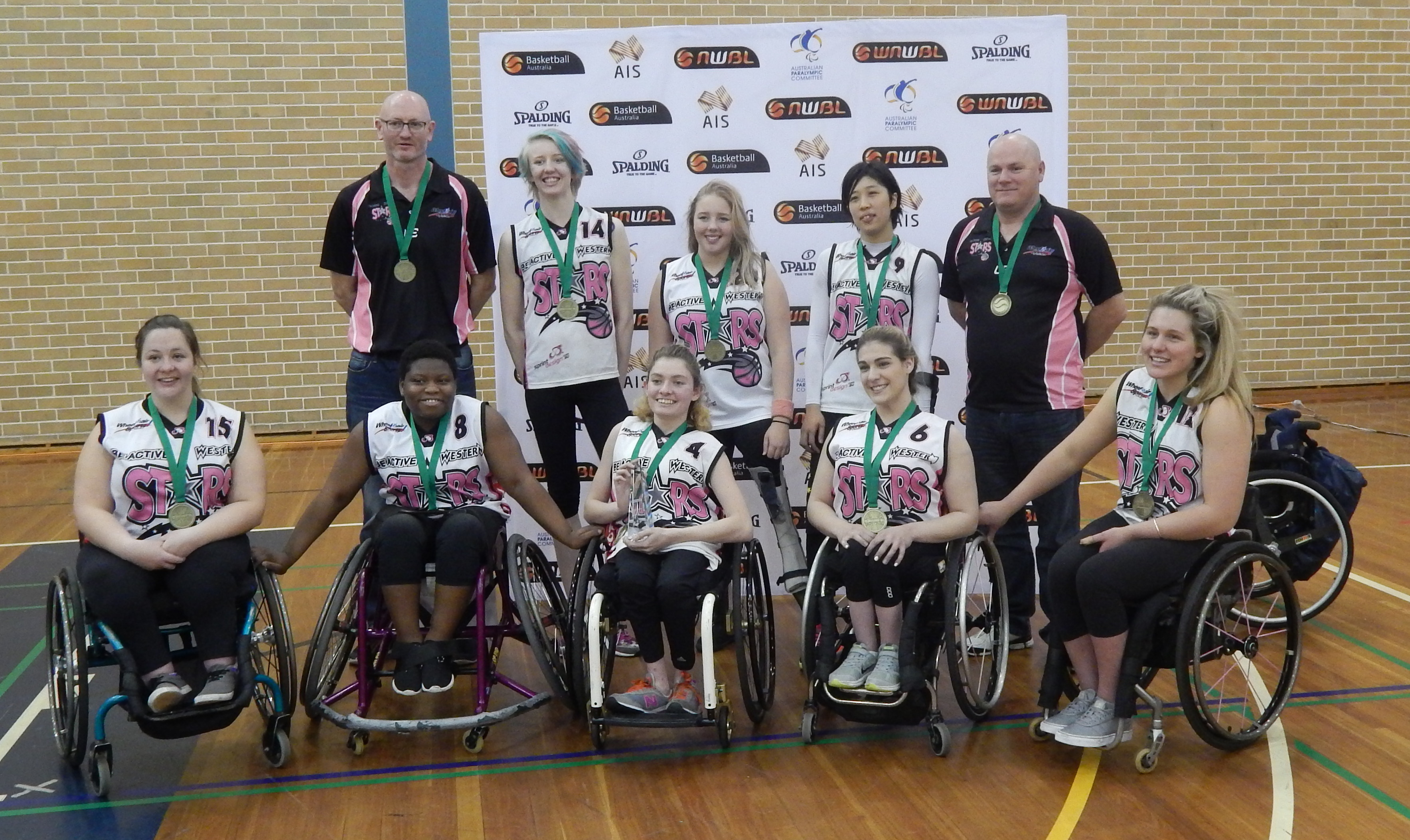
Be Active Western Starsで2016年優勝（後列右から2人目）

和歌山県橋本市出身。3歳で喘息を患い小学2年まで入退院を繰り返していたため、幼少の頃はスポーツは好きではなく趣味は読書だった。中学進学後、一緒に登校していた近所の幼馴染がバスケットボール部に入部したため自身も入部した。喘息と先天性の股関節脱臼の影響で脚に痛みが発生したため、満足なプレーができなかったが、徐々に競技の魅力を感じるようになった。
バスケットボールへの心残りはあったが、プレーができない体であることが分かっていたため、高校はバスケット部のない和歌山工業高等専門学校に進学した。しかし、1年生のとき、自身がコーチとなってバスケットに関わることを思いつき、学校に直談判し、部員の勧誘を行ってバスケットボール部を創部。中学の時から趣味の読書でバスケットボールの専門書を読んでいたことを活かしてヘッドコーチ役を担った。
指導者としてのやりがいを感じるようになったことから高専を3年で退学し、体育教師としてバスケットボール指導者になるため大学に進学。大学3年生の時、インターンシップで訪れた障がい者スポーツセンターの職員に誘われたことがきっかけで車いすバスケットボールに出会う。車いすを使えば自身も走ってバスケットができることに魅力を感じ、男子チームの「北九州足立クラブ」に入団。のち女子チームの「九州ドルフィン」に入団。2011年、U-25車いすバスケットボール女子日本代表に選出され、第1回U25世界選手権大会に出場。
2012年、関西のチーム「カクテル」に移籍。日本女子車いすバスケットボール選手権大会で優勝を6回達成し、MVPを4回受賞した。2016年、パラアスリート採用でLINEに入社。同年から2018年までオーストラリアのリーグに挑戦し、女子リーグWNWBLの「Be Active Western Stars」と男子リーグNWBLの「Be Active Perth Wheelcats」でプレーした。2016年にWNWBLで優勝、NWBLで準優勝した
2021年、東京パラリンピックに出場。全6試合で、日本代表チーム内最多の得点を記録した。

## 日本代表歴
- 2011 U-25世界選手権
- 2014 アジアパラ競技大会 準優勝
- 2015 アジアオセアニアチャンピオンシップス
- 2017 アジアオセアニアチャンピオンシップス
- 2018 アジアパラ競技大会 準優勝
- 2019 アジアオセアニアチャンピオンシップス
- 2021 東京パラリンピック 6位